# Medlánky
Medlánky – historyczna gmina, dzielnica i gmina katastralna, a od 24 listopada 1990 pod nazwą Brno-Medlánky również część miasta w północnej części Brna, o powierzchni 351,38 ha. 